# Kevin Briceño
Kevin Andrés Briceño Toruño (ur. 21 października 1991 w Nicoyi) – kostarykański piłkarz występujący na pozycji bramkarza, reprezentant Kostaryki, od 2021 roku zawodnik Cartaginés.